# Musaca
La musaka o musaca (del griego μουσακάς, mousakás) es un plato tradicional de los Balcanes y el Medio Oriente hecho a base de berenjena. La versión griega, que es la más conocida internacionalmente, consiste de capas de carne picada de cordero, berenjena en rebanadas, y tomate, cubierto de una salsa bechamel y horneado.  
La palabra es de origen árabe y proviene de saqqaʿa, ‘congelar, volverse blanco’, pero llegó a los idiomas de Europa Occidental a través del griego.

## Descripción
En el mundo árabe, la musaka es una ensalada cocida hecha principalmente de tomates y berenjenas, similar a la caponata de Italia, y es usualmente servida en frío como aperitivo. A pesar de ser un nombre árabe, la musaka es usualmente considerada como plato griego en Occidente. Las versiones búlgara, serbia, y bosnia se preparan con patatas en lugar de berenjenas.
En la receta griega común (de tres capas), la capa inferior consiste de rebanadas de berenjena sofritas en aceite de oliva, la de en medio es de cordero machacado cocido con tomates también machacados, y la superior es de bechamel (probablemente introducida por Tselementes en la década de 1920). Se puede omitir la mantequilla de la bechamel, así como reducir su cantidad o sustituirla por crema. En el resto de los Balcanes, la capa superior es comúnmente una mezcla de leche o crema, y huevo; en Inglaterra, en raros casos se usa una capa de puré de patatas. Se espolvorea por encima queso o pan rallado.

## Variaciones
Existen variaciones en la receta básica, a veces sin salsa, a veces con otros vegetales. La más común en Grecia puede incluir calabacines, patatas o champiñones además de berenjena. Incluso hay una versión para Cuaresma en el recetario de Tselementes que omite la carne y salsas, basándose solo en vegetales, tomate y migajas de pan.

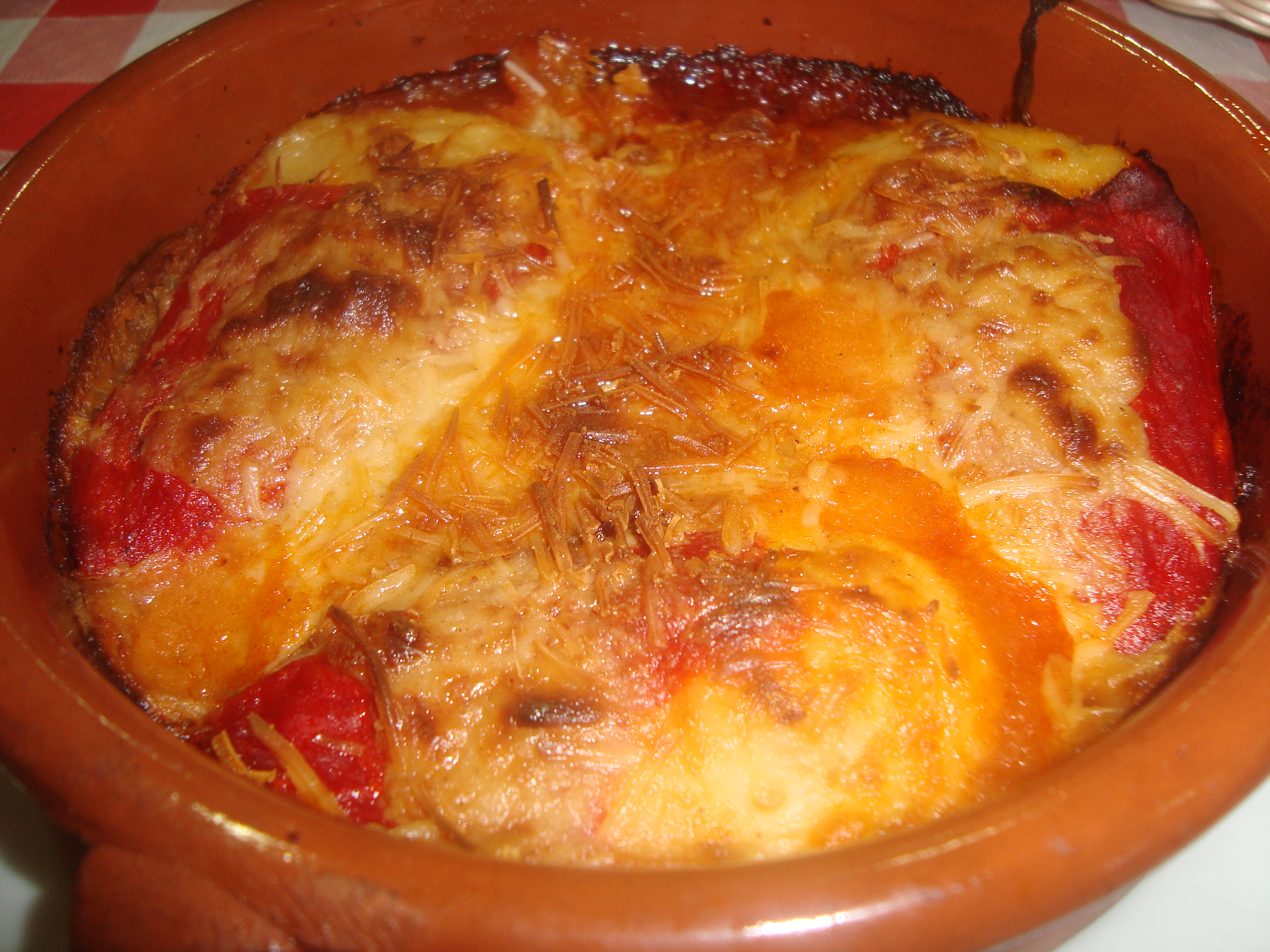
Musaka (España)